# Westliches Mittelgebirge
Koordinaten: 47° 14′ N, 11° 18′ O

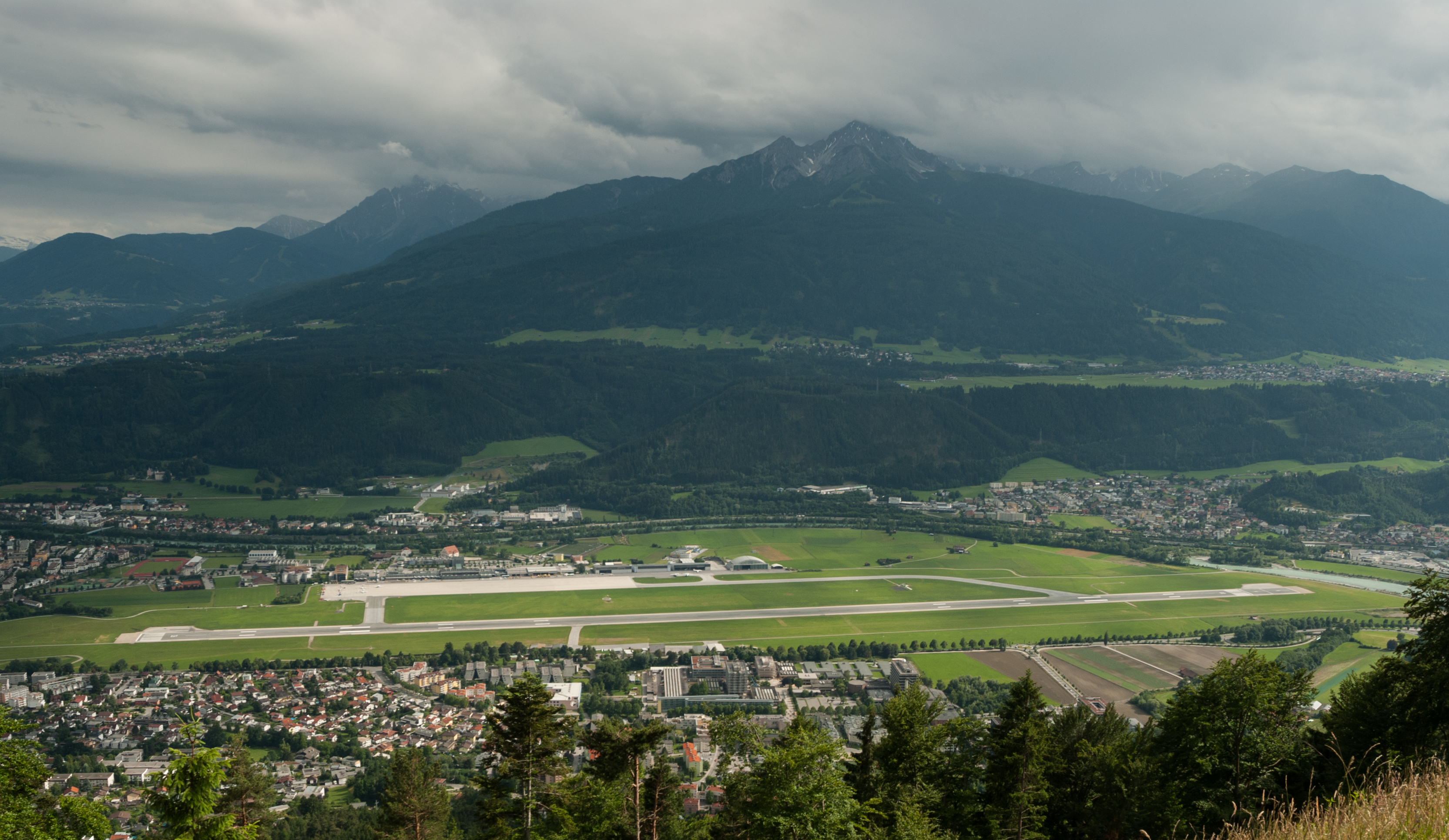
Das westliche Mittelgebirge vor der Nockspitze, im Vordergrund der Flughafen Innsbruck

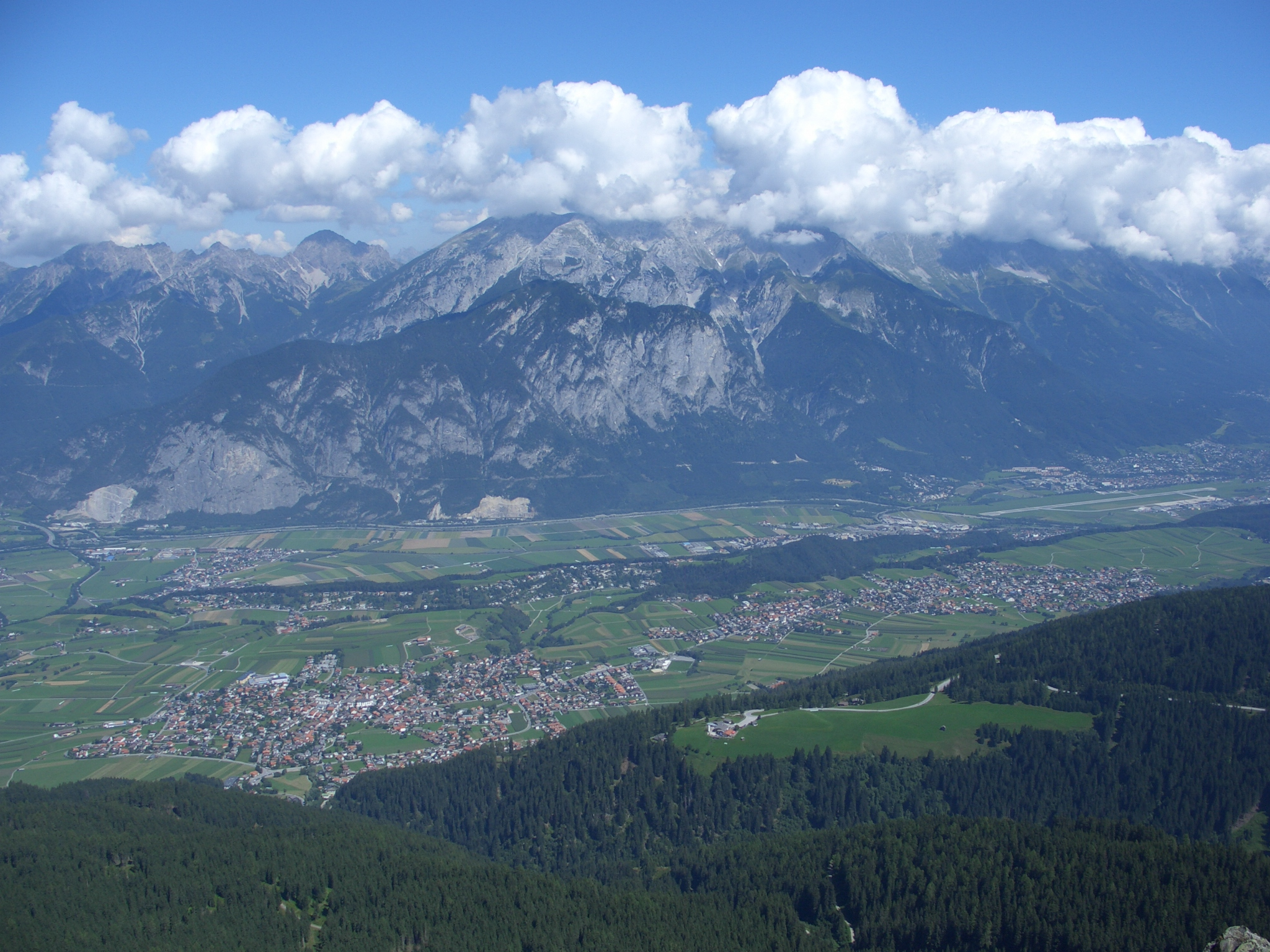
Blick von Süden auf das Plateau mit Axams, Birgitz und Götzens

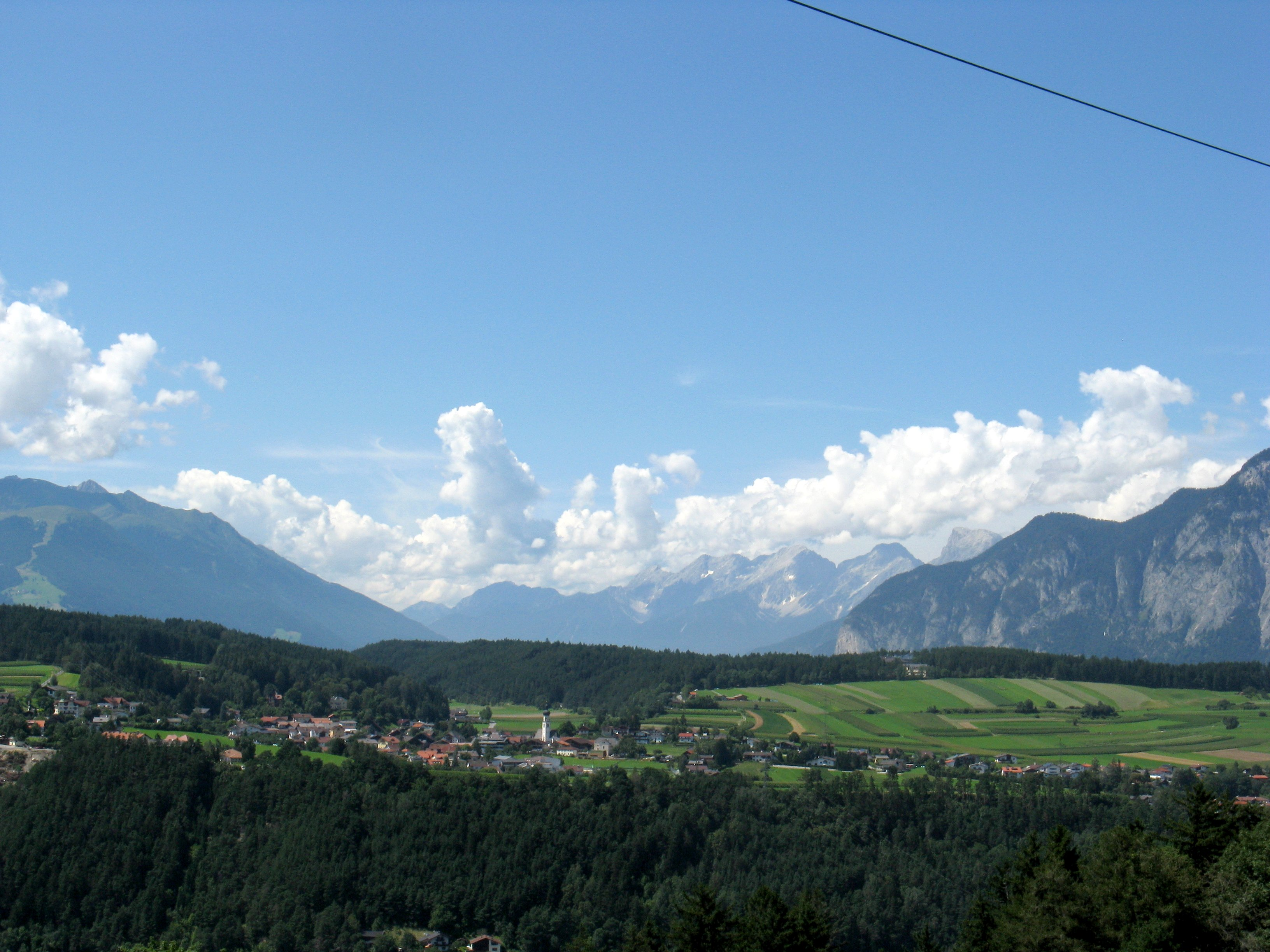
Natters von Osten

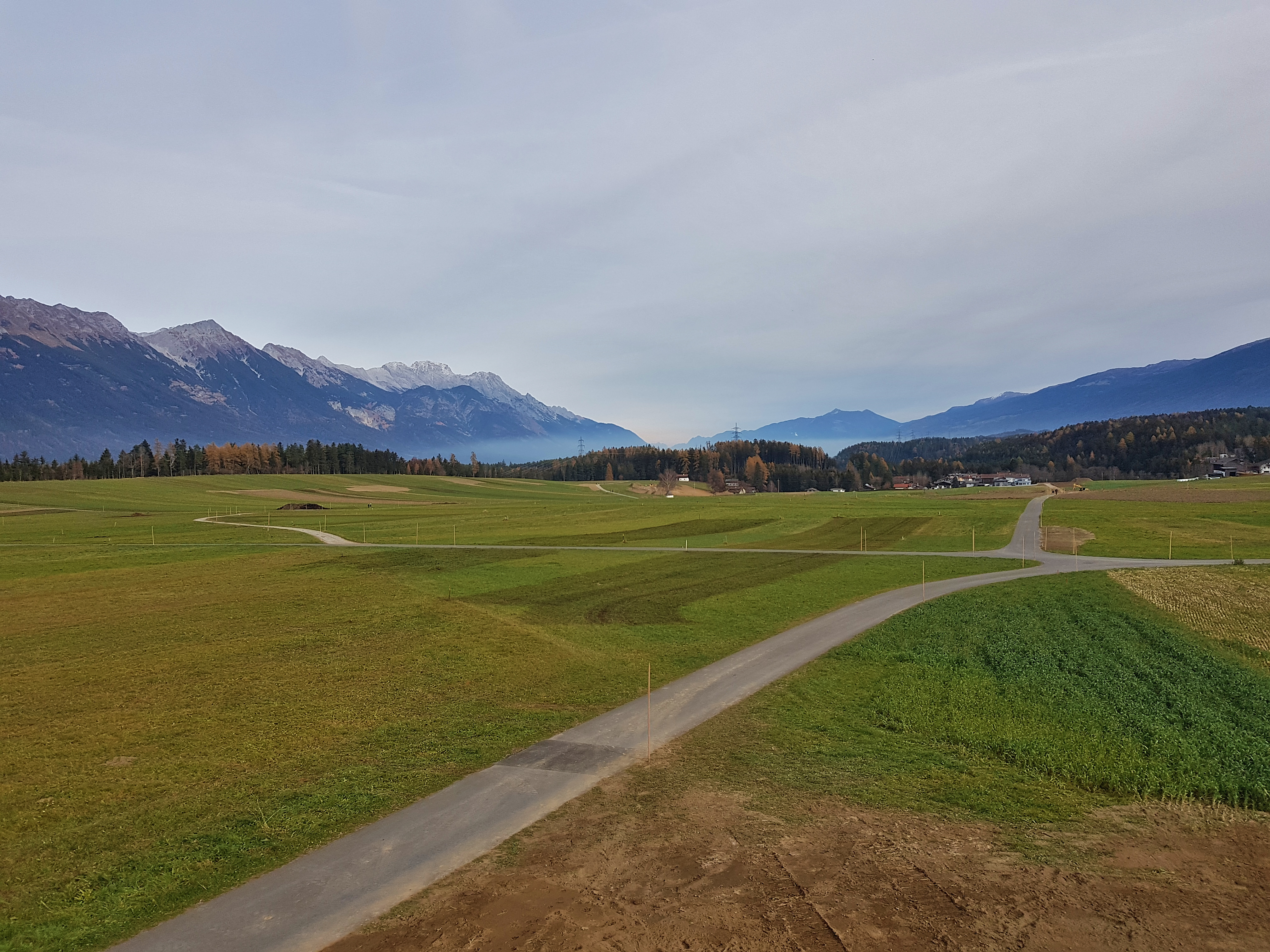
Gelände bei Götzens

Das Westliche Mittelgebirge ist die Talschulter des Unterinntals südwestlich von Innsbruck, die den Kalkkögeln vorgelagert ist. Es bildet einen Planungsverband des Landes Tirol.

## Geographie
Das Westliche Mittelgebirge erstreckt sich am Fuß der Kalkkögel rund 9 km parallel zum Inntal zwischen dem Sellrain im Westen und dem Wipptal im Osten und setzt sich deutlich weniger ausgeprägt noch ein Stück Richtung Süden oberhalb des Wipptals fort. Es liegt im Höhenbereich von rund 800 bis 1000 m, damit rund 200 bis 400 m über dem Inntal.
Östlich des Wipptals schließt das Südöstliche Mittelgebirge an, westlich des tief eingeschnittenen Tals der Melach liegt eine Mittelgebirgsterrasse mit Oberperfuss und Ranggen.

## Gemeinden
Auf dem Plateau liegen (von West nach Ost) die Gemeinden Grinzens, Axams, Birgitz, Götzens, Natters und Mutters. Diese sechs Gemeinden bilden den Planungsverband Westliches Mittelgebirge mit 17.919 Einwohnern (Stand 1. Jänner 2024) und einer Fläche von 91,70 km², davon 23,6 % Dauersiedlungsraum. Aufgrund der Nähe zur Landeshauptstadt ist die Bevölkerung stark gewachsen, seit 1961 hat sich die Einwohnerzahl mehr als verdoppelt. Die  Siedlungsgebiete der Gemeinden gehen teilweise nahtlos ineinander über. Der größte Ort ist Axams, dort befinden sich auch zahlreiche für die Region bedeutende Infrastruktur- und Freizeiteinrichtungen.

## Wirtschaft und Verkehr
Die breite Terrasse bietet gute Bedingungen für die Landwirtschaft, viele Bewohner sind allerdings Auspendler nach Innsbruck. Der Tourismus hat etwas an Bedeutung verloren. Die Nächtigungen im Winter haben in den 1980er Jahren einen Höchststand mit über 200.000 erreicht und sind seither auf 156.387 (2014) gesunken. Die Nächtigungsentwicklung im Sommer ist relativ konstant, die Zahl der Übernachtungen lag 2014 bei 218.891. Die Schigebiete Axamer Lizum, Austragungsort der meisten Alpinbewerbe bei den Olympischen Winterspielen 1964 und 1976, und Mutterer Alm, sowie der Natterer See sind Naherholungsgebiete für den Raum Innsbruck, aber auch von touristischer Bedeutung.
Das Westliche Mittelgebirge ist durch mehrere Landesstraßen (L12 Götzener Straße, L226 Natterer Straße, L227 Mutterer Straße, L304 Neugötzener Straße, L394 Axamer Straße) erschlossen. Mutters und Natters sind durch die Stubaitalbahn an das Innsbrucker Straßenbahnnetz angebunden. Anfang des 20. Jahrhunderts gab es Pläne für einen Zweig der Stubaitalbahn ins Sellrain, der von Natters über Götzens, Birgitz, Axams und Grinzens bis Gries im Sellrain geführt hätte.